# Rund um Berlin 1949
Rund um Berlin 1949 war die 41. Austragung des ältesten deutschen Eintagesrennens Rund um Berlin. Es fand am 31. Juli sowohl für die Berufsfahrer als auch mit einem gesonderten Straßenradrennen für Amateure statt. Start und Ziel war das Rathaus am Alexanderplatz. Die Strecke führte durch den Berliner Süden nach Spandau über Hermsdorf und Pankow zum Ziel. Diese Strecke war 170 Kilometer lang und für die Profis und Amateure identisch, wobei die Amateure eine Stunde vor den Profis auf die Rennstrecke gingen. Veranstalter des Rennens war der Express Verlag, der rund um das Rennen einen Tag des Radsports veranstaltete, der auch Saalsportwettbewerbe und einige Jugendrennen sowie einen Fahrradkorso beinhaltete. Insgesamt lagen 225 Startmeldungen von Radrennfahrern aller Besatzungszonen vor.

## Rennverlauf Berufsfahrer
Mehr als 60 Radrennfahrer hatten gemeldet, darunter auch Fahrer aus den westdeutschen Radsportteams Express, Rabeneick und Gold-Rad. Als Favoriten galten Harry Saager, Werner Holthöfer und Fritz Jährling. Es war die letzte Austragung des Rennens für Berufsfahrer bis zum Ende der DDR.
|     | Fahrer             | Ort       | Zeit (h) |
| 01. | Reinhold Steinhilb | Stuttgart | 4:32:04  |
| 02. | Gerhard Bartkowski | Berlin    |          |
| 03. | Werner Holthöfer   | Bielefeld |          |
| 0 … |                    |           |          |

## Rennverlauf Amateure
Die Fahrer der C-Klasse und B-Klasse erhielten wie in den Vorjahren Vorgaben. Die Sieger der Rennen 1946 und 1947 Richard Balzer und Werner Gräbner zählten ebenso zu den Sieganwärtern wie Max Bartoskiewicz und Alfred Kutza.
16 Fahrer der A-Klasse hatten schnell die Vorgabe der 25 Fahrer der B-Klasse aufgeholt. Max Bartoskiewicz konnte im Ziel einen sicheren Sieg für sich verbuchen.
|     | Fahrer            | Ort                          | Zeit (h) |
| 01. | Max Bartoskiewicz | RVg Luisenstadt Berlin       | 4:30:45  |
| 02. | Hans Schilling    | Schöneberger RV Iduna 1910 I |          |
| 03. | Alfred Kutza      | BRC Grün-Weiß 1921 Berlin    |          |
| 0 … |                   |                              |          |